# Koniskos
Koniskos  este un oraș în Grecia în prefectura Trikala.